# Paralelo 80 S
O Paralelo 80 S é um paralelo no 80° grau a sul do plano equatorial terrestre. Atravessa a Antártida e algumas das suas plataformas de gelo.

## Dimensões
Conforme o sistema geodésico WGS 84, no nível de latitude 80° S, um grau de longitude equivale a 19,39 km; a extensão total do paralelo é portanto 6.981 km, cerca de 17,42% da extensão do Equador, da qual esse paralelo dista 8.885 km, distando 1.117 km do polo sul. Em 78% de sua extensão passa sobre terras da Antártida.

## Cruzamentos
Começando pelo Meridiano de Greenwich e tomando a direção leste, o paralelo 80° Sul passa sucessivamente por:
| País, território ou mar              | Notas                                                                       |
| ------------------------------------ | --------------------------------------------------------------------------- |
| Antártica Oriental                   | Passa a sul da plataforma de gelo Amery, Terra de Wilkes e Terra de Vitória |
| Plataforma de gelo de Ross           | Passa a sul da Ilha de Ross                                                 |
| Antártica Ocidental                  | Terra de Marie Byrd                                                         |
| Plataforma de gelo de Filchner-Ronne | Ilha Berkner                                                                |